# 1894 a tudományban
Az 1894. év a tudományban és a technikában.

## Kémia
- Lipcsében megjelenik Wilhelm Ostwaldnak, a fizikai kémia úttörőjének Die wissenschaftlichen Grundlagen der analytischen Chemie (Az analitikai kémia tudományos alapjai) című munkája[1]

## Biológia, orvostudomány
- Alexandre Yersin svájci orvos, bakteriológus hongkongi kiküldetése során felfedezi a pestis kórokozóját, a róla elnevezett yersinia pestis baktériumot

## Születések
- január 1. – Satyendra Nath Bose indiai fizikus, aki a fizika matematikai módszerekkel történő művelésére, kutatására specializálódott († 1974)
- március 2. – Alekszandr Ivanovics Oparin orosz, szovjet biokémikus († 1980)
- június 23. – Alfred Kinsey amerikai biológus, az entomológia és a zoológia professzora, a később róla elnevezett kutatóintézet alapítója († 1956)
- június 25. – Hermann Oberth erdélyi szász származású német fizikus, az űrkutatás egyik úttörője († 1989)
- július 9. – Pjotr Leonyidovics Kapica fizikai Nobel-díjas szovjet atomfizikus († 1984)
- július 17. – Georges Lemaître belga fizikus, csillagász († 1966)
- július 17. – Warren Weaver amerikai matematikus, tudományszervező  († 1978)
- november 26. – Norbert Wiener amerikai matematikus, megalapította a kibernetikát († 1964)

## Halálozások
- január 1. – Heinrich Hertz az elektromágneses hullámok felfedezője (* 1857)
- február 2. – Edmond Frémy francia vegyész (* 1814)
- február 14. – Eugène Charles Catalan belga matematikus, a Catalan-számok és a Catalan-sejtés névadója (* 1814)
- április 10. – Szabó József magyar bányamérnök, geológus, a Magyar Tudományos Akadémia tagja, a magyar geológus iskola megteremtője (* 1822)
- július 5. – Austen Henry Layard brit utazó, diplomata, műkedvelő régész, az ókori Asszíria feltárója (* 1817)
- szeptember 8. – Hermann Ludwig von Helmholtz német orvos, fizikus, feltaláló, tudományfilozófus (* 1821)
- november 26. – Pafnutyij Lvovics Csebisev orosz matematikus  (* 1821)
- december 13. – Xántus János magyar természettudós, utazó, néprajzkutató, a Magyar Tudományos Akadémia levelező tagja, a pesti Állatkert és a Magyar Nemzeti Múzeum Néprajzi Osztályának első igazgatója (* 1825)